# Heinrich Lindlar
Heinrich Lindlar (* 6. August 1912 in Bergisch Gladbach; † 23. März 2009 in Bonn) war ein deutscher Musikwissenschaftler und -pädagoge.

## Leben und Wirken
Nach dem Studium der Musik und Musikwissenschaft in Köln, Bonn und Berlin wurde Lindlar mit einer 1940 veröffentlichten Arbeit über Hans Pfitzners Klavierlied zum Dr. phil. promoviert. Nach dem Zweiten Weltkrieg arbeitete er als Musikkritiker zunächst für den General-Anzeiger in Bonn, später auch für verschiedene überregionale Tageszeitungen und Fachpublikationen. Ab 1952 gab er die Schriftenreihe Musik der Zeit, ab 1958 die Kontrapunkte heraus.
1965 ging er an die Musikhochschule Freiburg, wo ihm das Ordinariat für Neuere Musikgeschichte übertragen wurde. Im Jahr 1969 wechselte er als Direktor der Rheinischen Musikschule nach Köln. Dort trieb er den Ausbau der Schule zu einem Konservatorium moderner Art bis zu seinem Ausscheiden 1976 voran. Zudem lehrte er an der Kölner Hochschule für Musik und Tanz. Heinrich Lindlars oft zitierte kritische Auseinandersetzung mit dem Werk Karlheinz Stockhausens bewog diesen, die Leitung der Kölner Kurse für Neue Musik an der Rheinischen Musikschule niederzulegen, als Lindlar Direktor des Instituts wurde.
Unter seinen zahlreichen Veröffentlichungen gelten einige als Standardwerke, etwa das bei Suhrkamp erschienene Wörterbuch der Musik oder seine Lexika über Igor Strawinsky und Béla Bartók.

## Veröffentlichungen (Auswahl)
- Hans Pfitzners Klavierlied (Dissertation), Würzburg 1940
- Igor Strawinskys sakraler Gesang – Geist und Form der christ-kultischen Kompositionen, Regensburg 1957
- 77 Premieren – Ein Opern-Journal. Kritisches und Ketzerisches aus 7 Jahren, Rodenkirchen/Rh. 1965
- Hermann Reutter – Werk und Wirken (Festschrift, Hrsg.), Mainz, London etc. 1965
- Meyers Handbuch über die Musik (Bearb. u. Hrsg.), 4. Aufl., Mannheim 1971
- Lübbes Strawinsky-Lexikon, Bergisch Gladbach 1982, ISBN 3-7857-0312-0
- Lübbes Bartok-Lexikon, Bergisch Gladbach 1982, ISBN 3-7857-0362-7
- Wörterbuch der Musik, Frankfurt a. Main 1989, ISBN 3-518-37952-6
- Leben mit Musik – Aufsätze - Vorträge, Köln 1960 - 1992 (Festschrift zum 80. Geburtstag, Hrsg. v. Hans Elmar Bach), Köln-Rodenkirchen 1992, ISBN 3-920950-00-3
- Igor Strawinsky – Lebenswege, Bühnenwerke, Zürich u. St. Gallen 1994, ISBN   	 3-7265-6031-9
- Loreley-Report – Heinrich Heine und die Rheinlied-Romantik, Köln-Rheinkassel 1999, ISBN 3-925366-52-0